# Батпайсагыр
Батпайсагыр (каз. Батпайсағыр) — песчаный массив на юге песков Нарын, на территории Курмангазинского района Атырауской области Казахстана и Красноярского района Астраханской области России. Находится ниже уровня моря на 8—14 м. Площадь — 1000 км², абсолютная высота — −14 м. Основные формы рельефа — дюны, песчаные барханы. Произрастают осока, гребенчатый пырей, тамариск, жузгун, биюргун, верблюжья колючка. Во впадинах — солёные озёра. Круглогодичное пастбище.